# Me gustas tanto
«Me gustas tanto» es una canción pop dance latino, con ligeros toques de música tropical, interpretada por la cantante mexicana Paulina Rubio. Fue escrita por ella misma junto a Miguel «Nacho» Mendoza, del dueto venezolano Chino & Nacho y Andrés Recio, y fue producida por el marroquí RedOne, quien trabajó con importantes cantantes como Lady Gaga, Jennifer López, Usher, Pitbull, Enrique Iglesias y RBD. Se incluyó en el décimo álbum de estudio de la cantante, Brava!, el cual fue publicado en noviembre de 2011. 
Durante septiembre de 2011 se anunció el lanzamiento del nuevo sencillo de Paulina Rubio, pero solo pocos días después se filtró en internet de manera ilegal y Universal Latino adelantó el lanzamiento para el 5 de septiembre en formato digital en iTunes y Amazon.
Su video musical fue dirigido por el fotógrafo y director español Gustavo López Mañas, con quien trabajó por primera vez. Se grabó en el Little River Studio en Miami y en él se descubre la nueva imagen de una Paulina Rubio renovada, fresca, provocadora, llena de luz y color. En la edición y el montaje del video colaboraron Paula Falla y la propia cantante.

## Estructura musical
«Me gustas tanto» es una canción bailable pop y de corte dance con ligeros toques tropicales y con una estructura lírica muy alegre y animada. Además de los elementos populares de las pistas de baile, como percusiones latinas y distorsiones vocales, la canción muestra un estilo más fresco y latino.

## Lanzamiento
El lanzamiento oficial de «Me gustas tanto» fue el 6 de septiembre de 2011 en formato digital y en las emisoras de radio. 

### Digital
El 6 de septiembre se lanzó «Me gustas Tanto» en México y resto de Iberoamérica, España y Estados Unidos a través de las plataformas musicales Amazon y iTunes.

### Radial
Pese a que desde un comienzo, la página oficial de Paulina Rubio sostuvo que «Me gustas tanto» sería lanzado radial y digitalmente el 12 de septiembre de 2011, la filtración ilegal obligó a que Universal Latino anticipara el lanzamiento de la canción antes de la fecha planeada. 
El 5 de septiembre la cantante dio una entrevista en Euroclub, de la cadena de radio española Europa FM, donde además de dar datos sobre su nuevo sencillo y su próximo disco estrenó la canción oficialmente. Ese mismo día dio otra entrevista con el periodista Victor Sánchez Rincones, el también locutor de El Poder De Tu Música, una emisora de radio de España. El también locutor aseguró sobre la canción lo siguiente: 

Yo puedo señalar esta canción como un estrallazo musical, sin duda alguna.
Victor Sánchez Rincones

Durante la entrevista, la cantante aclaró sobre los malentendidos sobre las fechas que publicó en su cuenta oficial de Twitter y su página oficial lo siguiente: 

Creo que esa pregunta es para Universal Music, lo que yo tengo entendido es que hubo un malentendido... Pero me dijeron que fue un problema muy bueno que haya sucedido algo así; ya que toda la gente esté buscando la canción, que después de tres o cuatro días que la conozcan haya tenido buena aceptación y que esté programada en muchos países.
Paulina Rubio

## Video
El vídeo tuvo su grabación el 27 de septiembre de 2011 y fue lanzado un mes después, el 27 de octubre a través de su cuenta oficial VEVO en YouTube, ella publicó en su cuenta de Twitter: «Estoy muy emocionada de compartir el estreno mundial de #megustastanto eo eo eo (sic)». El video fue dirigido por el fotógrafo y director español Gustavo Lopez Mañas y se grabó íntegramente en el estudio Little River en Miami. En la edición y montaje del video, colaboraron Paula Falla y la propia cantante.

## Resultado comercial
En España «Me gustas tanto» debutó en la posición nº15, llegando al n.º 4 y alcanzando el primer lugar en la radio, siendo su primer sencillo número uno radial en España desde «Causa y efecto» de 2009. En Estados Unidos la canción entró a la lista Hot Latin Tracks de Billboard en la posición nº34. Después de casi cinco meses desde su estreno, la canción alcanzó el n.º 1, convirtiéndose en su quinto sencillo número uno en la lista.
En Colombia estableció el récord de convertirse en la primera cantante pop femenina en ubicar cuatro sencillos consecutivos número uno en las radios locales, incluyendo «Me Gustas Tanto», «Golpes en el Corazón», junto a Los Tigres del Norte, «Ni Rosas Ni Juguetes» y «Causa y Efecto».

## Posicionamiento en listas
| Listas (2011-2012)        | Mejor posición |
| ------------------------- | -------------- |
| Argentina Top 100 Singles | 29             |
| Costa Rica Top 30 Singles | 15             |

## Recepción de la crítica
Según el diario guatemalteco Prensa Libre, a solo pocos días del lanzamiento de «Me gustas tanto», la canción fue elogiada como un éxito en las radios y en internet, junto a «El Amor» del también reciente sencillo del cantante guatemalteco Ricardo Arjona.
En la primera crítica de «Me gustas tanto» el mexicano Jessie Cervantes declaró_ 

Tengo que confesar que el pasado lunes la escuché y me gustó, está dentro del ya clásico estilo de La Chica Dorada, sólo que con ritmo y melodía más modernizada, más a lo que hoy se escucha con Lady GaGa o con algún dueto de Pitbull, creo que será la oportunidad para que se vuelva a colocar en el plano de popularidad musical que algún día tuvo.
Jessie Cervantes